# جيمس بوث
جيمس بوث (بالإنجليزية: David Geeves)‏ هو كاتب سيناريو وممثل بريطاني، ولد في 19 ديسمبر 1927 بلندن في المملكة المتحدة، وتوفي في 11 أغسطس 2005 في المملكة المتحدة.

## أعمال

### أفلام
- (1987)  ذا كانفيتيشن

## وصلات خارجية
- جيمس بوث على موقع IMDb (الإنجليزية)
- جيمس بوث على موقع ألو سيني (الفرنسية)
- جيمس بوث على موقع أول موفي (الإنجليزية)
- جيمس بوث على موقع قاعدة بيانات برودواي على الإنترنت (الإنجليزية)
- جيمس بوث على موقع قاعدة بيانات الأفلام السويدية (السويدية)
- جيمس بوث على موقع إن إن دي بي (الإنجليزية)
- جيمس بوث على موقع قاعدة بيانات الفيلم (الإنجليزية)
- جيمس بوث على موقع كينوبويسك (الروسية)
- جيمس بوث على موقع كينوبويسك (الروسية)